# Liderovice
Liderovice (německy Liderowitz) jsou malá vesnice, část obce Chotoviny v okrese Tábor v Jihočeském kraji. Nachází se asi tři kilometry západně od Chotovin. Je zde evidováno 23 adres. V roce 2011 zde trvale žilo čtrnáct obyvatel.
Liderovice jsou také název katastrálního území o rozloze 1,86 km².

## Historie
První písemná zmínka o vesnici pochází z roku 1400.

## Obyvatelstvo
| Rok            | 1869 | 1880 | 1890 | 1900 | 1910 | 1921 | 1930 | 1950 | 1961 | 1970 | 1980 | 1991 | 2001 | 2011 | 2021 |
| -------------- | ---- | ---- | ---- | ---- | ---- | ---- | ---- | ---- | ---- | ---- | ---- | ---- | ---- | ---- | ---- |
| Počet obyvatel | 134  | 148  | 147  | 133  | 112  | 119  | 107  | 89   | 78   | 53   | 21   | 23   | 16   | 14   | 16   |
| Počet domů     | 18   | 18   | 20   | 19   | 19   | 18   | 20   | 20   | 20   | 18   | 11   | 22   | 22   | 22   | 22   |

## Galerie

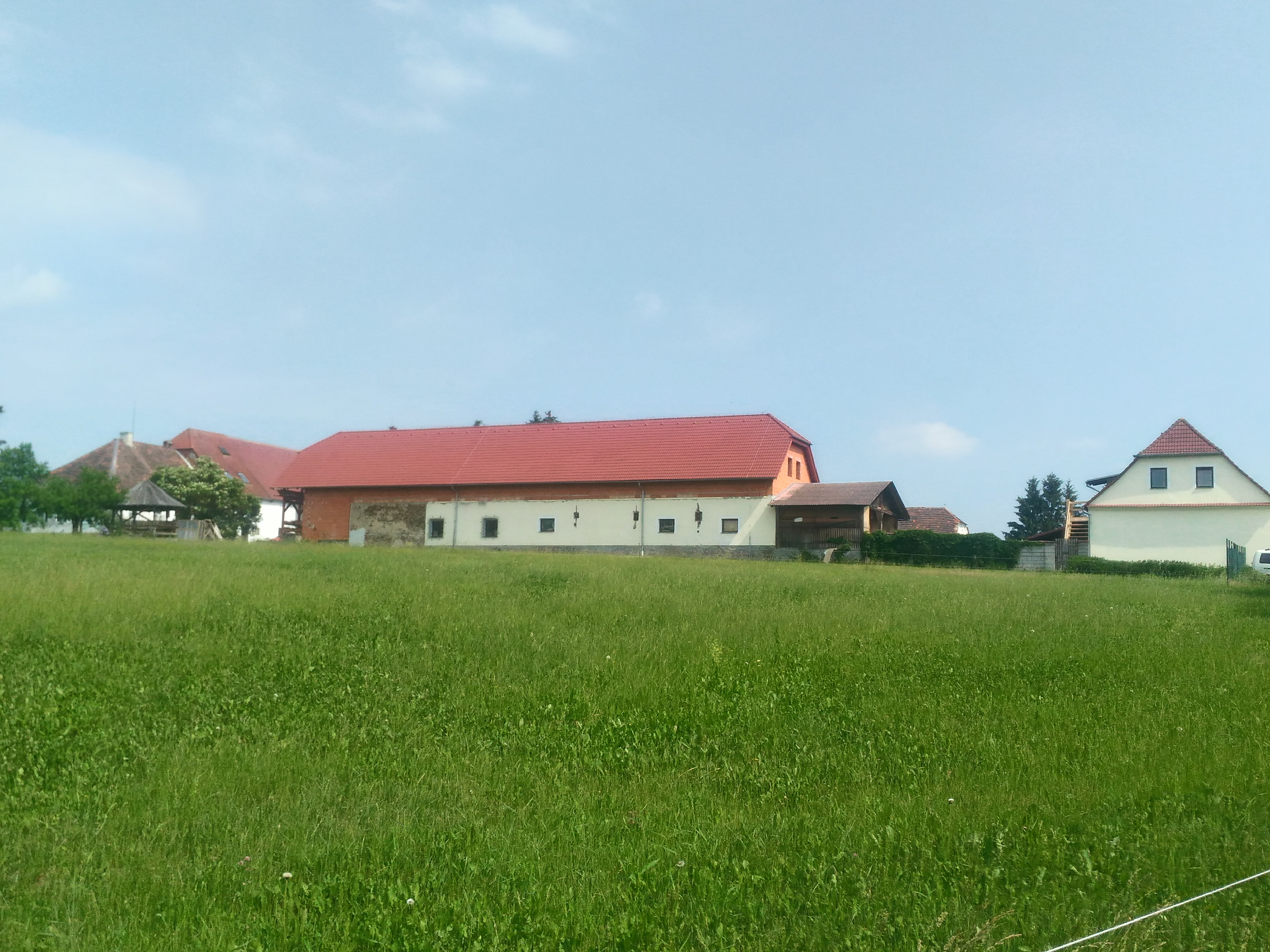
Domy
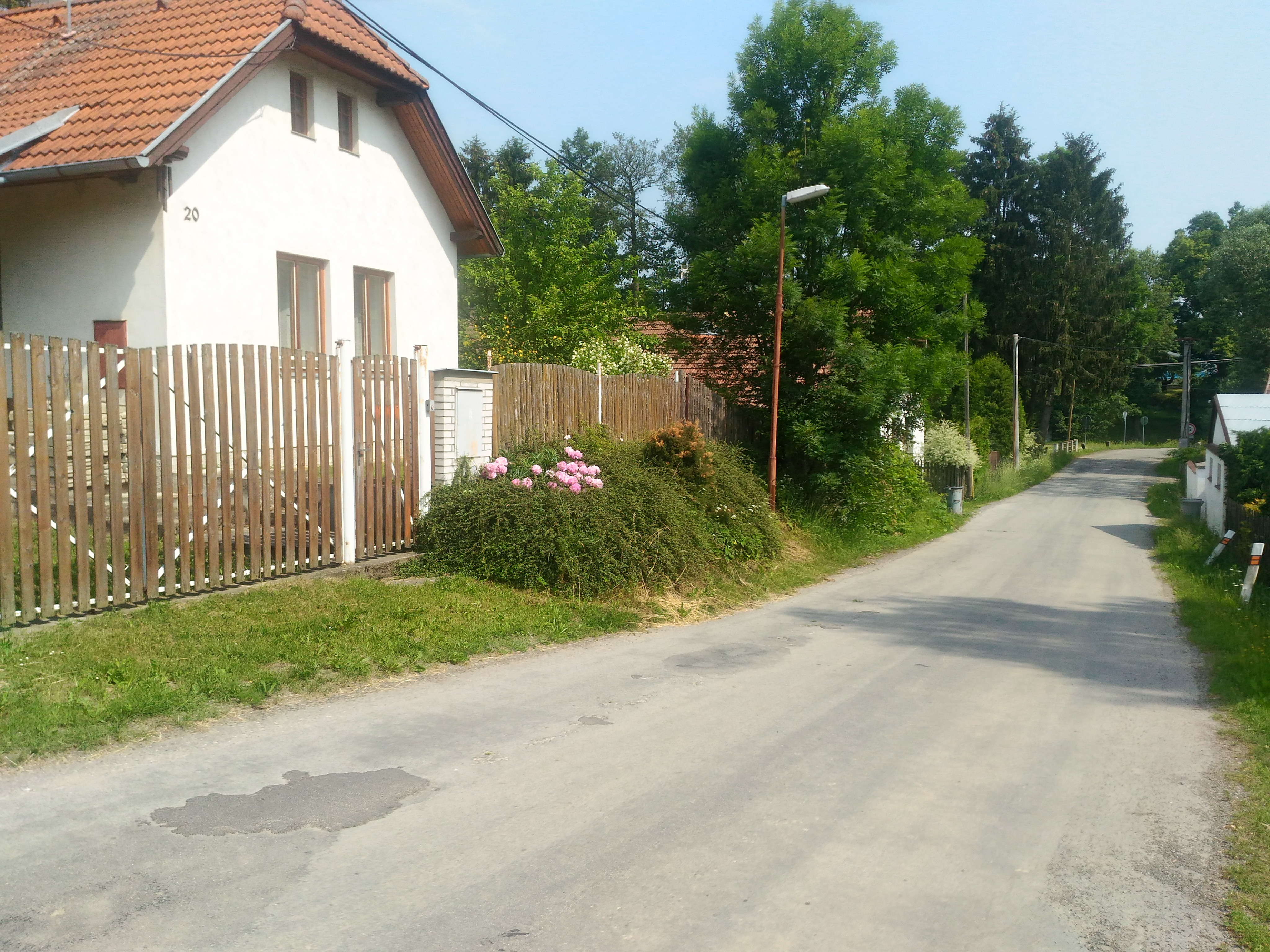
Silnice
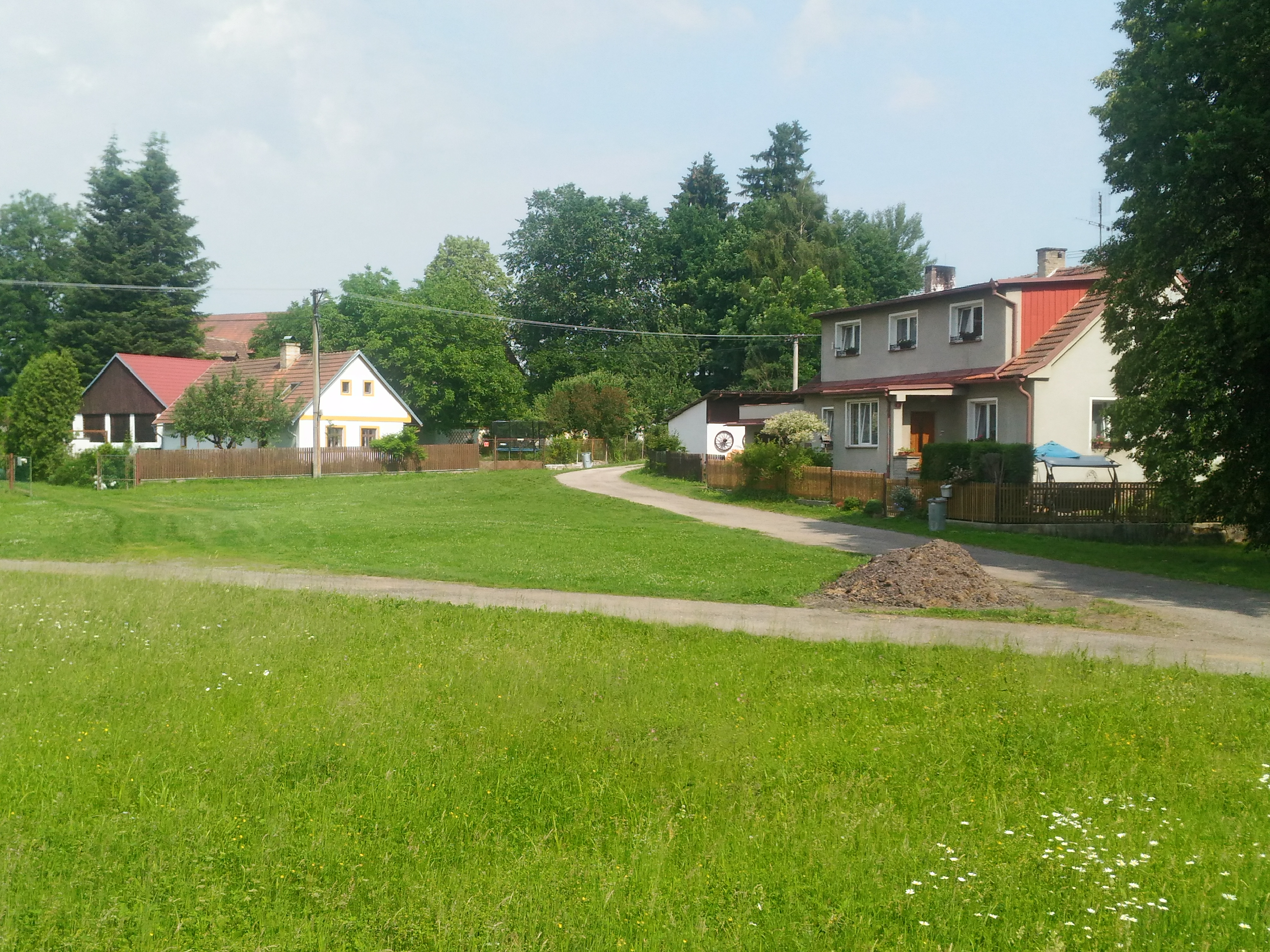
Náves